# Natalia Dyer
Natalia Dyer (Nashville, 13 januari 1995) is een Amerikaans actrice die bekend geworden is door haar rol als Nancy Wheeler in de Netflixserie Stranger Things.

## Carrière
Dyer speelde in 2009 Clarissa Granger in Hannah Montana: The Movie. In 2011 speelde ze in The Greening of Whitney Brown en in 2014 in de indie film I Believe in Unicorns. Dyer werd bekend onder het grote publiek toen ze in 2016 de rol van Nancy Wheeler kreeg in de tv-serie Stranger Things. 

## Rollen

### Film
| Jaar | Titel                         | Rol             | Notities   |
| ---- | ----------------------------- | --------------- | ---------- |
| 2009 | Hannah Montana: The Movie     | Clarissa Grange |            |
| 2010 | Too Sunny for Santa           | Janie           |            |
| 2011 | The Greening of Whitney Brown | Lily            |            |
| 2012 | Blue Like Jazz                | Grace           |            |
| 2014 | I Believe in Unicorns         | Davina          |            |
| 2014 | The City at Night             | Adeline         |            |
| 2015 | Till Dark                     | Lucy            |            |
| 2016 | Long Nights Short Mornings    | Marie           |            |
| 2016 | Don't Let Me Go               | Banshee         |            |
| 2017 | Yes, God, Yes                 | Alice           | Korte film |
| 2017 | After Darkness                | Clara Beaty     |            |
| 2018 | Mountain Rest                 | Clara           |            |
| 2018 | Tuscaloosa                    | Virginia        |            |

### Televisie
| Jaar       | Titel           | Rol           | Notities                  |
| ---------- | --------------- | ------------- | ------------------------- |
| 2016–heden | Stranger Things | Nancy Wheeler | Hoofdrol; 34 afleveringen |

## Prijzen and nominaties
| Jaar | Genomineerd werk | Prijs                      | Categorie                                                    | Uitslag       | Referenties |
| ---- | ---------------- | -------------------------- | ------------------------------------------------------------ | ------------- | ----------- |
| 2017 | Stranger Things  | Screen Actors Guild Awards | Outstanding Performance by an Ensemble in a Drama Series     | Gewonnen      | \|          |
| 2017 | Stranger Things  | Young Artist Awards        | Best Performance in a Digital TV Series or Film—Teen Actress | Genomineerd   |             |
| 2018 | Stranger Things  | Screen Actors Guild Awards | Outstanding Performance by an Ensemble in a Drama Series     | In afwachting |             |

## Persoonlijk
In december 2017 werd bekend dat Dyer een relatie heeft met Charlie Heaton, die tevens in Stranger Things Nancy Wheeler's vriend (Jonathan Byers) speelt.